# The Carpenter
The Carpenter – split singel grupy Nightwish. Na wydawnictwie ponadto znalazły się nagrania grup Children of Bodom i Thy Serpent.

## Opis albumu
The Carpenter jest singlem poprzedzającym pierwszy oficjalny album grupy (Angels Fall First), który trafił na 8. miejsce oficjalnej singlowej listy przebojów w Finlandii.

## Lista utworów
1. Nightwish - "The Carpenter"
2. Children of Bodom - "Red Light in My Eyes (part 2)"
3. Thy Serpent - "Only Dust Moves"